# Maifreda de Provano

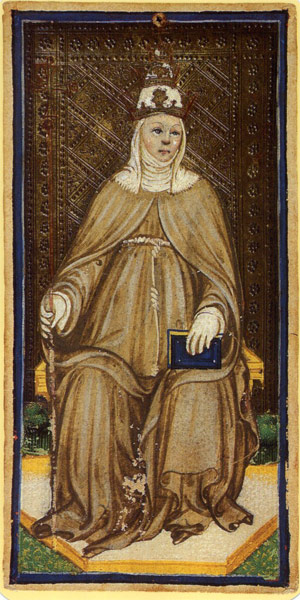
Papieżyca z talii tarota Visconti-Sforza, mal. przez Bonifacego Bemba ok. 1450.

Maifreda de Provano (również Manfreda, zm. ok. 1300) – pierwszy papież Kościoła Ducha Świętego.
Maifreda była prawdopodobnie kuzynką Mattea Viscontiego, księcia Mediolanu. Według akt procesu wytoczonego wyznawcom herezji wilhelmitów miała być pierwszym papieżem Kościoła Ducha Świętego. Celebrowała msze przy grobie patronki ruchu Wilhelminy, wygłaszała kazania do kobiet, rozdawała komunię. Około 1300 roku została oskarżona przez inkwizycję mediolańską o herezję. Spłonęła na stosie wraz z  innymi przywódcami sekty: André Saramitą i siostrą Jacqueline dei Bassani.